# 수격작용
수격작용 또는 수충격(Water hammer, Fluid hammer, hydraulic shock)은 물 또는 유동적 물체의 움직임을 갑자기 멈추게 하거나 방향이 바뀌게 될 때 순간적인 압력이 발생하는 현상이다. 흔히 파이프 끝의 밸브를 갑자기 닫거나 파이프 끝에 압력이 갑자기 증가할 때 발생한다. 이러한 압력은 소음과 진동에 큰 문제를 발생시킨다.
원자력 발전소에서는 이 수격작용 때문에 steam dryer를 통해 원자로 속에서 만들어진 수증기에서 수분을 완전히 제거한 후 터빈에 돌리는데, 이 과정을 거치지 않으면, 수증기속의 상대적으로 무거운 분자인 물 분자가 터빈과 충돌하며 잠재적인 침식 가능성을 유발한다.

## 같이 보기
- 공동현상
- 유체동역학